# ميشالية
ميشالية (الاسم العلمي: Magnolia sect. Michelia)، جنس تاريخي من النباتات المُزهرة التي تنتمي إلى فصيلة الماغنولية. يضم الجنس حوالي 50 نوعًا من الأشجار والشجيرات دائمة الخضرة، موطنها جنوب آسيا وجنوب شرق آسيا الاستوائية وشبه الاستوائية (إقليم هندوملاوي)، بما في ذلك جنوب الصين. يُعتبر اليوم مرادفًا لجنس مغنولية.